# Pseudofluda
Pseudofluda is een geslacht van spinnen uit de familie springspinnen (Salticidae).

## Soorten
De volgende soorten zijn bij het geslacht ingedeeld:
- Pseudofluda pulcherrima Mello-Leitão, 1928